# Маар'я Якобсон
Маар'я Якобсон (8 грудня 1977, Таллінн, СРСР) — естонська акторка театру та кіно. Закінчила Естонську академію музики й театру в 2000 році.

## Вибіркова фільмографія
- Маяк (2001)
- Вишневий тютюн (2012)